# Tunge melodier
Tunge melodier er en novellesamling på 184 sider skrevet af Herman Bang og udgivet i 1880. Tunge melodier er Herman Bangs første novellesamling og hans første samlede skønlitterære værk. 
Novellesamlingen indeholder
- Fortællinger fra Skumringen
- Fragment
- Fra Kirken
- Stille Existenser
- Hjemme
- Elsket og savnet
- Kvindehistorier